# Tri Nations 1997
Il Tri Nations 1997 (in inglese 1997 Tri Nations Series) fu la 2ª edizione del torneo annuale di rugby a 15 tra le squadre nazionali di Australia, Nuova Zelanda e Sudafrica.
Si tenne dal 19 luglio al 23 agosto 1997 e fu vinto dalla Nuova Zelanda, al suo secondo titolo, assoluto e consecutivo.
Differentemente dalla precedente stagione, in cui ospitò gli ultimi due incontri, al Sudafrica spettò ospitare l'apertura e la chiusura del torneo, mentre i quattro incontri centrali si tennero tra Australia e Nuova Zelanda.
Gli All Blacks si imposero con 4 vittorie in altrettante partite, e si aggiudicarono il titolo battendo l'Australia a Brisbane conseguendo contemporaneamente anche la Bledisloe Cup di quell'anno.
Dopo due edizioni di torneo, i neozelandesi erano ancora imbattuti.
Il valore delle marcature, come stabilito dall’IRFB nel 1992, era: 5 punti per ciascuna meta (7 se trasformata), 3 punti per la realizzazione di ciascun calcio piazzato, idem per il drop.

## Nazionali partecipanti e sedi
| Squadra       | Città                 | Impianto interno                   |
| ------------- | --------------------- | ---------------------------------- |
| Australia     | Brisbane Melbourne    | Lang Park Melbourne Cricket Ground |
| Nuova Zelanda | Auckland Dunedin      | Eden Park Carisbrook               |
| Sudafrica     | Johannesburg Pretoria | Ellis Park Stadio Loftus Versfeld  |

## Risultati
| Arbitro: | Peter Marshall |

|                 |      |                             |
| Bennett Drotské | mt   | Bunce (2) Spencer J. Wilson |
| de Beer (2)     | tr   | Spencer (3)                 |
| de Beer (4)     | c.p. | Spencer (3)                 |
| de Beer (2)     | drop |                             |

| Arbitro: | Ed Morrison |

|                  |      |                        |
| Gregan J. Little | mt   | Bunce Cullen J. Wilson |
| Burke            | tr   | Spencer (3)            |
| Burke (2)        | c.p. | Spencer (4)            |

| Arbitro: | Colin Hawke |

|                       |      |                          |
| Larkham Manu Tune (2) | mt   | Andrews de Beer du Randt |
| Knox (3)              | tr   | de Beer                  |
| Knox (2)              | c.p. | de Beer                  |

| Arbitro: | Derek Bevan |

|                                                   |      |                                                        |
| Cullen (2) Ieremia Marshall Randell Spencer Umaga | mt   | Kruger Montgomery P. Rossouw Teichmann v.d. Westhuizen |
| Spencer (4)                                       | tr   | de Beer (3) Honiball (2)                               |
| Spencer (4)                                       | c.p. |                                                        |

| Arbitro: | Joël Dumé |

|                                     |      |                                    |
| Randell 20’ Cullen 24’ Marshall 35’ | mt   | 42’ Roff 47’, 69’ Larkham 77’ Tune |
| Spencer 20’, 24’, 35’               | tr   | 47’, 69’ Knox                      |
| Spencer 2’, 9’, 18’, 23’, 38’       | c.p. |                                    |

| Arbitro: | Paddy O’Brien |

|                                                                    |      |                     |
| Andrews Brosnihan Dalton de Beer Erasmus Montgomery (2) P. Rossouw | mt   | Knox J. Little Roff |
| de Beer (6)                                                        | tr   | Knox (2)            |
| de Beer (3)                                                        | c.p. | Knox                |

## Classifica
| Pos | Squadra       | G | V | N | P | PF  | PS  | DP  | BMP | Pt |
| --- | ------------- | - | - | - | - | --- | --- | --- | --- | -- |
| 1   | Nuova Zelanda | 4 | 4 | 0 | 0 | 159 | 109 | +50 | 2   | 18 |
| 2   | Sudafrica     | 4 | 1 | 0 | 3 | 148 | 144 | +4  | 3   | 7  |
| 3   | Australia     | 4 | 1 | 0 | 3 | 96  | 150 | −54 | 2   | 6  |